# Jacques de Jong
Jacobus Hendrik (Jac) de Jong (Amsterdam, 20 maart 1930 - Zutphen, 22 november 1991) was een Nederlands ondernemer die korte tijd als politicus actief was.
Na een 5-jarige avond-HBS deed hij zijn intrede in de journalistiek bij het dagblad Het Vrije Volk. 
In 1955 verruilde hij die baan voor die van directie secretaris bij de handelsonderneming Alveru, in de stellige overtuiging dat creativiteit ook in het zaken doen gestalte kon krijgen. In 1957 trouwde hij Marina Nijhof en in 1959 werd zijn dochter Marianne geboren. In 1962 kwam zijn zoon Jeroen op de wereld. In datzelfde jaar stichtte hij samen met zijn vrouw de Nedac Agenturen Combinatie. In 1967 werd Sorbo Nederland opgericht als servicemerchandisingorganisatie. De Jong ontwikkelde de Sorbo-distributieformule in Vorden gebaseerd op een geheel 'eigen' distributiefilosofie: 'Distributie is productie op weg naar consumptie'. Geheel nieuwe en eigen distributietechnieken kwamen tot ontwikkeling in de loop der jaren.
De Jong was een creatieve man, onder meer schrijver van de reclametekst "Sorbo hier, Sorbo daar, Sorbo is uw hulp in huis". Vaak te zien met actrice Riek Schagen, die in Vorden om de hoek woonde.
De Jong richtte in 1986 de stichting Pro Demo op, die als doel het signaleren en analyseren van oneigenlijk gebruik van de democratie had.
Bij de Tweede Kamerverkiezingen van 28 april 1971 werd De Jong voor de Nederlandse Middenstands Partij in de Tweede Kamer gekozen, waar hij de belangen van ondernemers probeerde te behartigen. Hij kreeg al snel ruzie met zijn fractiegenoot Ab te Pas. Op 13 september 1971 splitste hij zich met een deel van het partijbestuur af en richtte de Democratische Middenpartij (DMP) op. Als Groep De Jong bleef hij tot 7 december 1972 in de Kamer. Hij was lijsttrekker voor de DMP bij de Tweede Kamerverkiezingen 1972, maar behaalde geen zetel.
In 1972 keerde hij de politiek echter de rug toe en wijdde hij zich aan Nedac-Sorbo, dat daarna tot grote bloei kwam. In 1987 werd hij uitgeroepen tot salesmanager van het jaar en in 1990 won hij de bronzen prijs in de European Masters of Merchandising. Bij Sorbo mochten werknemers destijds geen lid zijn van een vakbond. Later verhuisde Nedac Sorbo naar Duiven.
Jac. H. de Jong woonde in Vorden en overleed op 22 november 1991 in Zutphen. Zijn levensspreuk was 'Pluk de dag'.
- Biografisch Portaal: 93812037
- Parlement.com: vg09llikxhst